# Thlaspi hastulatum
Thlaspi hastulatum là một loài thực vật có hoa trong họ Cải. Loài này được Steven miêu tả khoa học đầu tiên năm 1821.